# Serpientes y escaleras
Serpientes y escaleras es un antiguo juego de tablero indio, considerado actualmente como un clásico a nivel mundial. Se juega entre dos o más personas en un tablero numerado y dividido en casilleros, que posee además un número determinado de serpientes y escaleras que conecta dos casilleros numerados. El movimiento se determina en la actualidad por  medio de un dado.
El objetivo del juego es lograr que la ficha del jugador llegue desde el inicio —casillero inferior izquierdo— hasta el final —casillero superior izquierdo—, ayudado por las escaleras y evitando las serpientes. La versión histórica nace de algunas lecciones de moral, donde el progreso de un jugador en el tablero representa una vida influida por virtudes —representadas por las escaleras— y por vicios —serpientes—.
Es un juego popular entre los niños, y no requiere de habilidades especiales para jugarlo.

## Tablero
El tamaño de la cuadrícula varía de tablero a tablero, siendo las disposiciones más comunes las de 64, 100 y 144 casilleros; lo mismo sucede con la disposición y número de las serpientes y las escaleras.[cita requerida] El movimiento de las fichas se determinaba por el valor obtenido en el lanzamiento de dos dados.[cita requerida]

## Historia
El juego se inventó en India hace más de 5000 años con el nombre de Lila, como parte de una familia de juegos de dados, incluyendo el pachisi, conocido en la actualidad como Ludo. Sus nombres originales eran moksha patam, vaikunthapaali o paramapada sopaanam (la escalera a la salvación). El juego llegó a Inglaterra, donde fue comercializado con el nombre Snakes and Ladders —Serpientes y Escaleras—, y luego el concepto básico del mismo fue introducido en Estados Unidos como Chutes and Ladders —Canaletas y Escaleras—, una "versión nueva y mejorada del famoso deporte inglés de interiores", por el pionero en juegos Milton Bradley en 1943.
El Moksha Patam estaba asociado a la filosofía hindú tradicional, que contrasta los conceptos de karma y kāma, o destino y deseo. El juego ponía énfasis en el destino, en contraposición a otros juegos como el pachisi, que se enfocaban en la vida como una mezcla de habilidades (o libre albedrío) y suerte. El juego también ha sido interpretado y utilizado para enseñar los efectos de las buenas obras en contraposición a las malas. Las escaleras representan virtudes como la generosidad, la fe y la humildad, mientras que las serpientes representan vicios como la lujuria, la ira, el asesinato y el hurto. La lección moral del juego era que una persona puede lograr la salvación (Moksha) por medio de las buenas acciones, mientras que las malas acciones llevan a uno a la reencarnación en formas inferiores de vida. El número de escaleras era menor al número de serpientes como un recordatorio de que los caminos del bien son más difíciles de transitar que los caminos del mal. Presumiblemente el número «100» representaba el concepto de Moksha o salvación.
En el juego original los casilleros correspondientes a las virtudes eran:
- fe: 12
- confiabilidad: 51
- generosidad: 57
- conocimiento: 76
- ascetismo: 78

A su vez, los casilleros destinados a representar el mal o los vicios eran:
- desobediencia: 41
- vanidad: 44
- vulgaridad: 49
- robo: 52
- mentira: 58
- alcoholismo: 62
- deuda: 69
- furia: 84
- codicia: 92
- orgullo: 95
- asesinato: 73
- lujuria: 99

## Juego

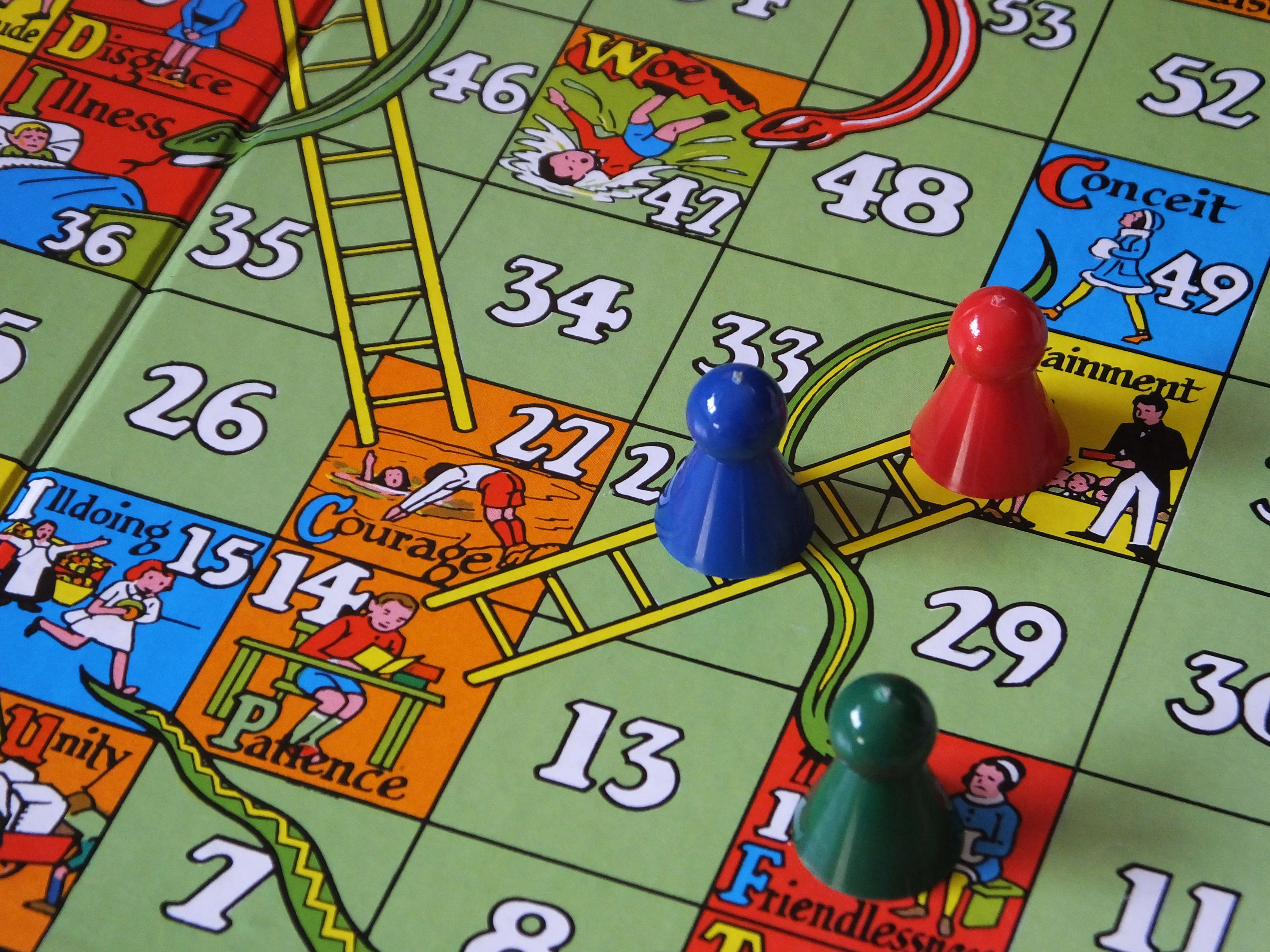
Versión moderna

Los jugadores comienzan con una ficha —que representa a cada uno de ellos— en el casillero inicial —usualmente el correspondiente al número 1— y se turnan para lanzar un dado o girar un dial numerado que les indicará la cantidad de casillas que deben avanzar.[cita requerida] Las fichas se mueven según la numeración del tablero, en sentido ascendente; la ruta en el tablero se asemeja a un bustrófedon que avanza desde el extremo inferior izquierdo hacia el extremo superior izquierdo y pasa una vez por cada casillero.[cita requerida] Si al finalizar un movimiento un jugador cae en un casillero en donde comienza una escalera, sube por ella hasta el casillero donde esta termina.[cita requerida] Si, por el contrario, cae en uno en donde comienza la cabeza de una serpiente, desciende por esta hasta el casillero donde finaliza su cola.[cita requerida]
Si un jugador obtiene un 6 podrá mover dos veces en un solo turno. Si un jugador obtiene tres 6 consecutivos, deberá regresar al casillero inicial y no podrá mover su ficha hasta obtener nuevamente un 6. El jugador que logra llegar al casillero final es el ganador.[cita requerida]
Existe una variante en la que el jugador, estando a seis o menos casilleros del final, debe obtener exactamente el número que le falta para llegar a este; dependiendo de la variación, si el número obtenido supera al número de casilleros restante, el jugador no podrá moverse.[cita requerida]

## Ediciones especiales
La versión más conocida de Serpientes y escaleras en Estados Unidos es Chutes and Ladders de la empresa Milton Bradley Company (que fue absorbida por el actual fabricante, Hasbro). Se juega en un tablero de 10 × 10, y los jugadores mueven sus fichas utilizando un dial en lugar de dados. El tablero está decorado con motivos de juegos de patios de recreo —esto es, escaleras y toboganes—, y ofrece una lección de moralidad: los casilleros en los que comienza una escalera muestran niños realizando buenas acciones; al final de esta, se muestra un niño disfrutando la recompensa. En la parte superior de los toboganes se muestran niños realizando malas acciones o travesuras y en su parte inferior, sus consecuencias.[cita requerida]
Hay versiones temáticas con personajes populares entre los niños, como Dora la Exploradora y Bob Esponja.[cita requerida]
En Canadá el juego se vende tradicionalmente bajo el nombre Snakes and Ladders, y es producido por la empresa Canada Games Company. Algunas versiones canadienses específicas se produjeron a lo largo de los años, incluyendo versiones que reemplazaban las serpientes con toboganes. Con la desaparición de la empresa Canada Games Company la producción de Milton Bradley/Hasbro comenzó a ganar popularidad.[cita requerida]
Una versión mexicana del juego presenta imágenes de animales y lecciones de moral similares a Chutes and Ladders, sin embargo, las escenas que se muestran en los casilleros tienen temáticas más serias y adultas. Por ejemplo, casilleros de serpientes muestran a un sujeto siendo perezoso y viéndose obligado a pedir limosna, a dos sujetos peleando con un armas contundentes y terminando en el hospital con golpes y fracturas, o un sujeto apedreando a otro y siendo arrestado después, mientras, en los casilleros de escaleras, se muestra a un sujeto salvando a otro de ahogarse en el río y siendo elogiado en el pueblo, una mujer cuidando de un enfermo y terminando ambos en una relación amorosa o un hombre construyendo una casa y viéndola terminada, casilla que además marca la victoria.

## Temática de la juegos

Probabilidad acumulativa de finalizar el juego en función de los turnos (N).

Toda versión del juego puede ser representada exactamente como una cadena de Markov, debido a que en cualquier casillero dado las probabilidades de moverse hacia otro casillero son fijas e independientes del historial previo del juego. La versión de Milton Bradley tiene 100 casilleros con 19 toboganes y escaleras. Un jugador necesitará una media de 39,6 giros de dial para avanzar desde la posición inicial —fuera del tablero—, hasta el casillero 100.[cita requerida]
En el libro Winning Ways los autores demuestran que Serpientes y Escaleras es un juego imparcial en la teoría de juegos combinatoria aunque está muy lejos de encajar perfectamente en esa categoría. Con este fin hicieron algunos cambios en las reglas, como permitir a los jugadores mover cualquier ficha cualquier cantidad de casilleros, y declarar ganador al jugador que llega al casillero final en último lugar. A diferencia del juego original, esta versión, a la que llamaron Adders-and-Ladders —Sumadores y Escaleras—, requiere destreza.[cita requerida]

## En la cultura popular
- El juego es una metáfora central en la novela Hijos de la medianoche, de Salman Rushdie.[11]
- La banda de nü metal, Korn, posee, en el álbum homónimo, una canción llamada Shoots and Ladders.[12]
- El álbum Mind Body & Soul de la cantante de soul Joss Stone tiene una canción llamada Snakes and Ladders.[13]
- En el episodio de Bob Esponja Sailor Mouth (Loco de Maldiciones en España y Boca de Marinero en Latinoamérica), Bob Esponja y Patricio juegan una versión de Serpientes y Escaleras llamada Anguilas y Escaleras.
- En el episodio 3 de la primera temporada de Kazoops "Sigue las reglas" en Latinoamérica, Monty y Jimmy Jones juegan una versión de Serpientes y Escaleras llamada "Toboganes y Arcoiris".